# Улица Верземнека
У́лица Ве́рземнека — небольшая улица в центре Москвы в Мещанском районе Центрального административного округа между Трифоновской улицей и Сущёвским Валом.

## Происхождение
Улица образована в конце 1950-х — начале 1960-х годов во время жилой застройки квартала, ранее занимаемого полосой отвода Московско-Белорусско-Балтийской (позднее — Калининской) железной дороги. Названа в 1974 году в память об Отто Карловиче Вирземнеке (Верземнек) (1893—1917) — рабочем завода «Русская машина», коммунисте, командире отряда красной гвардии, активном участнике Октябрьской революции, погибшем при взятии Московской телефонной станции и почтамта. Улица значилась то Верземнека, то Вирземнека, так как его фамилия писалась по-разному. Название перенесено с ликвидированной улицы в Ростокине, которая до 1928 года называлась Чурилин переулок — по фамилии домовладельца.

## Расположение
Улица Верземнека начинается как продолжение улицы Щепкина от Трифоновской улицы и проходит на север параллельно улице Гиляровского до Сущёвского Вала у Рижской эстакады напротив Рижского вокзала.

## Учреждения и организации
- Дом 4 — Московский филиал ОАО «Федеральная пассажирская компания».